# カタリナ・スカイサーベイ
カタリナ・スカイサーベイ (Catalina Sky Survey) は、アリゾナ大学の月惑星研究所 (LPL) が組織的に行っている全天サーベイであり、LINEARやNEATと同様に地球近傍天体 (NEO) の捜索を主目的としている。天文台コードは703。
口径69cm、f1.9のシュミット式望遠鏡とCCDイメージセンサを用いて、かなり低空まで捜索しているのが特徴。
オーストラリアのサイディング・スプリングサーベイやレモン山サーベイと提携して捜索範囲をほぼ全天に拡げたこともあり、2006年に発見された彗星の大部分をこの3サーベイが占めるに至っている。
カタリナ・スカイサーベイで発見された天体は以下のようなものがある。彗星はサーベイの名称が付いているものと、個人名が付いているものが混在している。

## 番号付き小惑星
- (40001-41000) 61個
- (57001-58000)  2個
- (76001-77000) 36個
- (80001-81000) 62個
- (81001-82000) 13個
- (84001-85000)  8個
- (95001-96000) 13個
- (96001-97000) 28個
- (97001-98000) 74個
  - (97268) セラフィーノザーニ (Serafinozani : 1999 XD127)
- (99001-100000) 5個
  - (99928) ブレイナード (Brainard : 2000 EQ147)
- (101001-102000)  24個
- (102001-103000) 115個
- (103001-104000)  41個
- (104001-105000)  20個

（以降は未集計）

## 番号付き周期彗星
- 164P/Christensen - クリステンセン彗星
- 168P/Hargenrother - ハーゲンローザー彗星
- 171P/Spahr - スパール彗星
- 175P/Hargenrother - ハーゲンローザー彗星
- 195P/Hill - ヒル彗星
- 206P/Barnard-Boattini - バーナード・ボアッティーニ彗星
- 210P/Christensen - クリステンセン彗星
- 211P/Hill - ヒル彗星
- 226P/Pigott-LINEAR-Kowalski - ピゴット・LINEAR・コワルスキ彗星
- 227P/Catalina-LINEAR - カタリナ・LINEAR彗星
- 229P/Gibbs - ギッブス彗星
- 232P/Hill - ヒル彗星
- 248P/Gibbs - ギッブス彗星
- 250P/Larson - ラーソン彗星
- 257P/Catalina - カタリナ彗星
- 263P/Gibbs - ギッブス彗星
- 266P/Christensen - クリステンセン彗星

## そのほかの彗星
- C/1996 R1 (Hargenrother-Spahr) - ハーゲンローザー・スパール彗星
- C/1999 F1 (Catalina) - カタリナ彗星
- C/1999 U4 (Catalina-Skiff) - カタリナ・スキッフ彗星
- P/1999 V1 (Catalina) - カタリナ周期彗星
- P/1999 XN120 (Calalina) - カタリナ周期彗星
- P/2003 WC7 (LINEAR-Catalina) - LINEAR・カタリナ周期彗星
- A/2003 WY25 (Blanpain) = D/1819 W1 - ブランペイン周期彗星（ほうおう座流星群母天体）
- C/2004 DZ61 (Catalina-LINEAR) - カタリナ・LINEAR彗星
- C/2004 K1 (Catalina) - カタリナ彗星
- P/2004 V5 (LINEAR-Hill) =P/2003 YM158 - LINEAR・ヒル周期彗星
- C/2005 B1 (Christensen) =C/2004 FS101 - クリステンセン彗星
- C/2005 J2 (Catalina) - カタリナ彗星
- P/2005 JQ5 (Catalina)  - カタリナ周期彗星
- P/2005 JD108 (Catalina-NEAT) - カタリナ・NEAT周期彗星
- C/2005 N4 (Catalina) - カタリナ彗星
- C/2005 N5 (Catalina) - カタリナ周期彗星
- P/2005 RV25 (LONEOS-Christensen) - LONEOS・クリステンセン周期彗星
- C/2005 W2 (Christensen) - クリステンセン周期彗星
- P/2005 W3 (Kowalski) - コワルスキ周期彗星
- C/2005 X1 (Beshore) - ビショア彗星
- P/2005 XA54 (LONEOS-Hill) - LONEOS・ヒル周期彗星
- C/2006 A2 (Catalina) - カタリナ彗星
- C/2006 CK10 (Catalina) - カタリナ彗星
- P/2006 D1 (Hill) - ヒル周期彗星
- P/2006 S1 (Christensen) - クリステンセン周期彗星
- P/2006 S4 (Christensen) - クリステンセン周期彗星
- C/2006 S5 (Hill) - ヒル彗星
- P/2006 S6 (Hill) - ヒル周期彗星
- P/2006 U5 (Christensen) - クリステンセン周期彗星
- C/2006 V1 (Catalina) - カタリナ彗星
- P/2006 W1 (Gibbs) - ギッブス周期彗星
- C/2006 W3 (Christensen) - クリステンセン彗星
- C/2006 YC (Catalina-Christensen) - カタリナ・クリステンセン彗星
- P/2007 B1 (Christensen) - クリステンセン周期彗星
- P/2007 C1 (Christensen) - クリステンセン周期彗星
- P/2007 C2 (Catalina) - カタリナ周期彗星
- P/2007 K2 (Gibbs) - ギッブス周期彗星
- C/2007 K4 (Gibbs) - ギッブス彗星
- C/2007 M2 (Catalina) - カタリナ彗星
- P/2007 R2 (Gibbs) - ギッブス周期彗星
- P/2007 T2 (Kowalski) - コワルスキ周期彗星
- P/2007 T4 (Gibbs) - ギッブス周期彗星
- C/2007 T5 (Gibbs) - ギッブス彗星
- P/2007 T6 (Catalina) - カタリナ周期彗星
- P/2007 V1 (Larson) - ラーソン周期彗星
- P/2007 VQ11 (Catalina) - カタリナ周期彗星
- C/2008 E1 (Catalina) - カタリナ周期彗星
- C/2008 J1 (Boattini) - ボアッティーニ彗星
- C/2008 J6 (Hill) - ヒル彗星
- P/2008 L2 (Hill) - ヒル周期彗星
- C/2008 L3 (Hill) - ヒル彗星
- P/2008 QP20 (LINEAR-Hill) - LINEAR・ヒル周期彗星
- P/2008 S1 = 2008 JK (Catalina-McNaught) - カタリナ・マックノート周期彗星
- P/2008 T4 (Hill) - ヒル周期彗星
- P/2008 Y1 (Boattini) - ボアッティーニ周期彗星
- P/2008 Y2 (Gibbs) - ギッブス周期彗星
- P/2009 B1 (Boattini) - ボアッティーニ周期彗星
- C/2009 K2 (Catalina) - カタリナ彗星
- C/2009 K4 (Gibbs) - ギッブス彗星
- C/2009 O2 (Catalina) - カタリナ彗星
- P/2009 O3 (Hill) - ヒル周期彗星
- C/2009 O4 (Hill) - ヒル彗星
- C/2009 P2 (Boattini) - ボアッティーニ彗星
- P/2009 Q1 (Hill) - ヒル周期彗星
- P/2009 Q4 (Boattini) - ボアッティーニ周期彗星
- C/2009 U3 (Hill) - ヒル彗星
- C/2009 Y1 (Catalina) - カタリナ彗星
- P/2009 Y2 (Kowalski) - コワルスキ周期彗星
- P/2010 A1 (Hill) - ヒル周期彗星
- P/2010 A3 (Hill) - ヒル周期彗星
- C/2010 G1 (Boattini) - ボアッティーニ彗星
- C/2010 G2 (Hill) - ヒル彗星
- C/2010 L3 (Catalina) - カタリナ彗星
- P/2010 U2 (Hill) - ヒル周期彗星
- C/2011 A3 (Gibbs) - ギッブス彗星
- C/2011 S2 (Kowalski) - コワルスキ周期彗星
- C/2012 F1 (Gibbs) - ギッブス彗星
- C/2012 J1 (Catalina) - カタリナ彗星
- C/2012 T6 (Kowalski) - コワルスキ周期彗星
- P/2013 AL76 (Catalina) - カタリナ周期彗星
- C/2013 B2 (Catalina) - カタリナ彗星
- C/2013 F1 (Boattini) - ボアッティーニ彗星
- C/2013 G5 (Catalina) - カタリナ彗星
- C/2013 H2 (Boattini) - ボアッティーニ彗星